# إدوين مورتيمر هوبكينز
إدوين مورتيمر هوبكينز (بالإنجليزية: Edwin Mortimer Hopkins)‏ هو مدير فني أمريكي، ولد في 16 سبتمبر 1862 في كينت في الولايات المتحدة، وتوفي في 13 يونيو 1946.